# Eidgenössisches Berufsattest

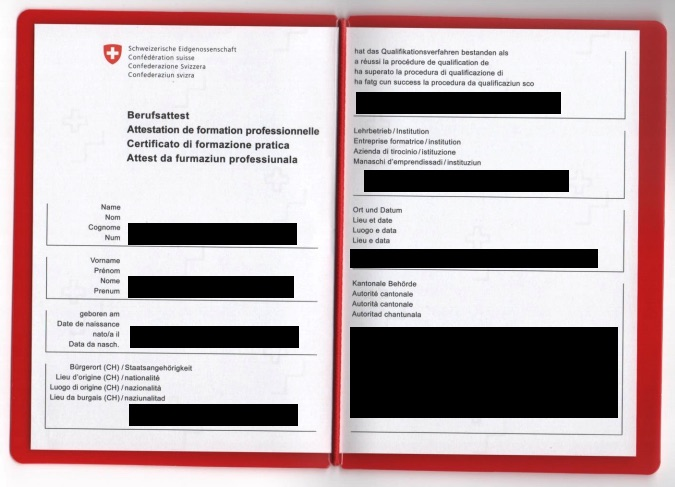
Eidgenössisches Berufsattest

Das Eidgenössische Berufsattest (EBA; französisch Attestation fédérale de formation professionnelle, italienisch Certificato federale di formazione pratica) ist der Abschlussausweis einer zweijährigen beruflichen Grundbildung, die mit einer Prüfung erfolgreich abgeschlossen wurde. Der Titel ist eidgenössisch anerkannt.
Mit dem Berufsattest wurde in der Schweizer Berufsbildung die Anlehre in vielen Lehrberufen ersetzt.
Die zweijährige Grundbildung richtet sich vorwiegend an praktisch begabte Jugendliche und Erwachsene und führt zu einer vollwertigen Berufsqualifikation. Damit soll schulisch Schwächeren der Zugang zur Arbeitswelt und zu weiteren Ausbildungen ermöglicht werden. 
Sie ermöglicht es als niederschwelliges Ausbildungsangebot auch Lernenden mit gewissen Defiziten einen Lehrberuf in zwei Jahren zu erlernen. Das Qualifikationsverfahren am Schluss der Ausbildungszeit gibt Auskunft über die spezifischen Fähigkeiten, die innerhalb der Ausbildung erworben wurden. 
Wie bei der drei- bzw. vierjährigen Berufsbildung, die zu einem Eidgenössischen Fähigkeitszeugnis führt, findet auch bei der zweijährigen Grundbildung der Lernprozess anhand praktischer Tätigkeit in einem Lehrbetrieb, Kurse in der Berufsschule sowie durch überbetriebliche Kurse statt.

## Fördermöglichkeiten
Lernende haben während der beruflichen Grundbildung ein Anrecht auf persönliche Förderung bzw. Unterstützung.
Die Förderung richtet sich in erster Linie an die Lernenden, aber auch der Lehrmeister kann Unterstützung hinzuziehen.

### Fachkundige individuelle Begleitung
Lernende einer zweijährigen beruflichen Grundbildung haben, wenn der Bildungserfolg gefährdet ist, das Anrecht auf eine Fachkundige individuelle Begleitung (FiB).
Die Begleitung umfasst dabei alle bildungsrelevanten Aspekte im Umfeld des Lernenden, also Berufsfachschule, Betrieb, überbetriebliche Kurse aber auch persönliches.
Die Ausgestaltung ist Aufgabe der Kantone, woraus sich Unterschiede in Gestaltung, Umfang und Form ergeben.

### Verlängerung
Die Ausbildung lässt sich um ein Jahr verlängern oder verkürzen.

### Stützkurse
An einem halben Tag pro Woche können Stützkurse besucht werden.

### Modularisierung
Ist der Abschluss der vollen Attest-Ausbildung (vorerst) nicht möglich, können auch nur einzelne Module abgeschlossen werden. Dies führt zwar nicht zum Berufsattest, aber die Module können aber einem späteren Abschluss angerechnet werden.

### Prüfungserleichterungen
Lernende mit Lernschwierigkeiten und Behinderungen erhalten auf Antrag Prüfungserleichterung.

## Unterschiede Anlehre und Berufsattest
| Anlehre                                  | Berufsattest                             |
| ---------------------------------------- | ---------------------------------------- |
| Individuelles Ausbildungsprogramm        | Bildungsverordnung                       |
| ABU in gemischten Klassen                | Berufsfeldbezogene Klassen (wie bei EFZ) |
| Einführungskurse freiwillig              | überbetriebliche Kurse obligatorisch     |
| Abschluss Individuell «nach Augenschein» | Abschluss reglementiert                  |

Berufsattest ist also zusammenfassend eine Annäherung an eine reguläre Ausbildung, was einerseits den individuellen Spielraum einschränkt und die Ansprüche verändert, anderseits durch die Standardisierung eine Vergleichbarkeit und dadurch neue Chancen für Absolventen bietet.
Gerade die Einschränkung des individuellen Spielraumes, also weniger Anpassungsmöglichkeiten an die Fähigkeiten des Lernenden, wird als kritisch betrachtet. Flankierende Massnahmen wie Förder- und Stützkurse sowie eine Verlängerung der Ausbildung sind aber weiterhin vorgesehen.
Da gerade Lernschwache und lernbehinderte Schüler häufig Probleme mit Prüfungsangst haben, stellt die reglementierte Abschlussprüfung (Qualifikationsverfahren) eine grosse Hürde dar.
Der grösste Schritt nach vorne stellt die Durchlässigkeit zum Eidgenössischen Fähigkeitszeugnis (EFZ) dar.

## Übergangsbestimmungen
Die Übergangsbestimmungen für die einzelnen Berufe (z. B. die Möglichkeit nachträglich das EBA für eine bestandene Anlehre zu beantragen) finden sich in den jeweiligen Berufsverordnungen.
Anlehren werden noch solange angeboten, bis die jeweilige Verordnung der Anlehre durch eine neue Verordnung für die Berufsbildung mit Berufsattest ersetzt wurde.
In den meisten Berufsfeldern endete 2012 das Angebot von Anlehren, in bestimmten Berufsfeldern werden Anlehren noch bis spätestens 2015 weitergeführt.

## Weiterbildungsmöglichkeit
Absolventen mit eidgenössischem Berufsattest stehen Grundsätzlich Fachkurse von Verbänden und ähnlichem offen. Der Weg zu höheren Berufsbildung hingegen ist verschlossen.

### Erlangen des Eidgenössischen Fähigkeitszeugnisses
Um das eidgenössische Fähigkeitszeugnis zu erlangen, gibt es mehrere mögliche Wege:
- Absolvieren der vollständigen drei- oder vierjährigen Lehre
- Absolvieren der verkürzten Lehre (Einstieg ins zweite Lehrjahr)
- Validierung von Bildungsleistungen[12]
- ausserhalb eines geregelten Bildungsganges

Am Ende steht das Qualifikationsverfahren (Lehrabschlussprüfung).
Das Absolvieren einer vollständigen oder verkürzen Lehre bedingt einen Lehrvertrag. Einen Rechtsanspruch darauf besteht nicht.
Nur die Berufsfachschule zu besuchen ist nicht vorgesehen bzw. auch hierauf besteht kein Rechtsanspruch.
In jedem Fall verlangt der Weg zum Eidgenössischen Fähigkeitszeugnis ein hohes persönliches Engagement: sei es beim Bewerben auf einen weiteren Ausbildungsvertrag oder beim informellen Erwerben der notwendigen Bildung.

## Abschlüsse in Zahlen
Die Anzahl erfolgreich abgeschlossener Berufsatteste ist im Jahr 2018 zum ersten Mal leicht zurückgegangen im Vergleich zum Vorjahr. Seither steigen die Abschlusszahlen wieder an. 2021 stieg zum ersten Mal die Zahl von EBA Abschlüssen auf über 7000.
| Jahr         | 1990 | 1999 | 2000 | 2001 | 2002 | 2003 | 2004 | 2005 | 2006 | 2007 | 2008 | 2009 | 2010 | 2011 | 2012 | 2013 | 2014 | 2015 | 2016 | 2017 | 2018 | 2019 | 2020 | 2021 |
| ------------ | ---- | ---- | ---- | ---- | ---- | ---- | ---- | ---- | ---- | ---- | ---- | ---- | ---- | ---- | ---- | ---- | ---- | ---- | ---- | ---- | ---- | ---- | ---- | ---- |
| Anlehre      | 1541 | 1936 | 2081 | 2130 | 2251 | 2406 | 2474 | 2526 | 2598 | 1925 | 1574 | 1324 | 1174 | 1034 | 1066 | 750  | 374  |      |      |      |      |      |      |      |
| Berufsattest |      |      |      |      |      |      |      | 94   | 99   | 1591 | 2436 | 2894 | 3690 | 4026 | 4309 | 4978 | 5870 | 5917 | 6683 | 6995 | 6948 | 6706 | 6890 | 7088 |
| Gesamt       | 1541 | 1936 | 2081 | 2130 | 2251 | 2406 | 2474 | 2620 | 2697 | 3516 | 4010 | 4218 | 4864 | 5060 | 5375 | 5728 | 6244 | 5917 | 6683 | 6995 | 6948 | 6706 | 6890 | 7088 |

## Berufsattest in Liechtenstein
Die Berufsbezeichnungen in Liechtenstein entsprechen jenen der Schweiz. Seit 2008 werden die Abschlusszeugnisse zweijähriger Lehren als Berufsattest (BA) bezeichnet. Sie entsprechen dem Eidgenössischen Berufsattest (EBA) in der Schweiz. Die beiden Länder anerkennen ihre Berufsabschlüsse gegenseitig.

## Internationale Einordnung
Das Berufsattest ist ein Abschluss auf Sekundarstufe II bzw. ISCED Level 3B, jedoch ohne direkten Zugang zu Tertiärstufe.